# Gran Premio Miguel Induráin 2015
EL XVI Gran Premio Miguel Induráin (XLVII Trofeo Comunidad Foral de Navarra y XI Trofeo Ayuntamiento de Estella-Lizarra) fue una carrera ciclista que se disputó el sábado 5 de abril de 2015, sobre un trazado de 192,7 kilómetros.
La prueba perteneció al UCI Europe Tour 2015 de los Circuitos Continentales UCI, dentro de la categoría 1.1.
Participaron 12 equipos. El único equipo español de categoría UCI ProTeam (Movistar Team); el único de categoría Profesional Continental (Caja Rural-Seguros RGA); los 2 de categoría Continental (Burgos-BH y Murias Taldea; y la Selección de España sub-23. En cuanto a representación extranjera, estuvieron 7 equipos: los UCI ProTeam del Team Katusha y Team Cannondale-Garmin; el Profesional Continental estadounidense del Team Novo Nordisk; y los Continentales del AWT-GreenWay, Inteja-MMR Dominican Cycling Team, Start-Massi Cycling Team, Lokosphinx, W52-Quinta da Lixa, Radio Popular-Boavista, Keith Mobel-Partizan y Sky Dive Dubai Pro Cycling Team. Formando así un pelotón de 123 ciclistas, con entre 6 (Cannondale-Garmin) y 8 corredores cada equipo, de los que acabaron 85.
El ganador final fue Ángel Vicioso tras ser el más fuerte de un grupo de 4 corredores. Completaron el podio Ion Izagirre y Beñat Intxausti, respectivamente, compañeros de equipo del Movistar (quien se hizo con la clasificación por equipos) que seleccionaron la escapada pero su esfuerzo fue en vano ya que Vicioso, más rápido que ellos, aguantó imponiéndose en la llegada.
En las otras clasificaciones secundarias se impusieron Víctor Martín (montaña), Garikoitz Bravo (metas volantes), Ibai Salas (sprimnts especiales).

## Clasificación final
| \| Posición \| Ciclista \| Equipo \| Tiempo \| \| -------- \| ------------------ \| ---------------------- \| --------------- \| \| 1. \| Ángel Vicioso \| Katusha \| 4 h 56 min 42 s \| \| 2. \| Ion Izagirre \| Movistar \| m.t. \| \| 3. \| Beñat Intxausti \| Movistar \| a 2 s \| \| 4. \| Janier Acevedo \| Cannondale-Garmin \| a 14 s \| \| 5. \| Alejandro Valverde \| Movistar \| a 39 s \| \| 6. \| Dani Moreno \| Katusha \| m.t. \| \| 7. \| Amets Txurruka \| Caja Rural-Seguros RGA \| m.t. \| \| 8. \| Francisco Mancebo \| Sky Dive Dubai \| a 41 s \| \| 9. \| Tom Slagter \| Cannondale-Garmin \| m.t. \| \| 10. \| Pello Bilbao \| Caja Rural-Seguros RGA \| a 46 s \| |                    |                        |                 |
| Posición | Ciclista           | Equipo                 | Tiempo          |
| 1. | Ángel Vicioso      | Katusha                | 4 h 56 min 42 s |
| 2. | Ion Izagirre       | Movistar               | m.t.            |
| 3. | Beñat Intxausti    | Movistar               | a 2 s           |
| 4. | Janier Acevedo     | Cannondale-Garmin      | a 14 s          |
| 5. | Alejandro Valverde | Movistar               | a 39 s          |
| 6. | Dani Moreno        | Katusha                | m.t.            |
| 7. | Amets Txurruka     | Caja Rural-Seguros RGA | m.t.            |
| 8. | Francisco Mancebo  | Sky Dive Dubai         | a 41 s          |
| 9. | Tom Slagter        | Cannondale-Garmin      | m.t.            |
| 10. | Pello Bilbao       | Caja Rural-Seguros RGA | a 46 s          |